# ウラジーミル・フセヴォロドヴィチ (スタロドゥーブ公)
ウラジーミル・フセヴォロドヴィチ（ロシア語: Владимир Всеволодович、1192年10月26日 - 1227年1月6日）は、ウラジーミル大公フセヴォロド（大巣公）と最初の妻マリヤとの間の子である。ペレヤスラヴリ公：1213年 - 1215年、スタロドゥーブ公：1217年 - 1227年。

## 生涯
15歳の時に父フセヴォロドのリャザンへの遠征に随行した。1212年の父の死後はユーリエフ・ポリスキーに留まり、兄コンスタンチンとユーリーによるウラジーミル大公位をめぐる内戦(ru)に関与した。内戦期の1213年、ウラジーミルはユーリエフ・ポリスキーを去り（父フセヴォロドは、同地をウラジーミルの兄弟のスヴャトスラフ(ru)に分与していた）、まずヴォロコラムスクへと向かった後、モスクワを兄ユーリーから奪った。さらに自身のドルジーナ隊（直属部隊）とモスクワ兵とを率いて、兄弟のヤロスラフの領有するドミトロフを攻めた。しかしドミトロフ守備隊は都市周囲のポサードを自ら焼き払うと、都市要塞にこもってウラジーミルに抗した。ウラジーミルはドミトロフを陥とせないまま、ヤロスラフのドルジーナ隊の接近の報を聞いてモスクワへ撤退した。一方ヤロスラフはユーリーと共にモスクワへ進軍し、ユーリーがウラジーミルに和平の使者を送った。ウラジーミルは和平を受け入れ、モスクワを明け渡すと、代わりに与えられたペレヤスラヴリへ向かった。
ウラジーミルはペレヤスラヴリ公国統治中に、チェルニゴフ公グレプの娘と結婚した。また、ペレヤスラヴリ公位にあった1215年に、ポロヴェツ族との戦いに敗れ捕虜となった。解放されたのは1218年のことである。解放された後は、スタロドゥーブ（スタロドゥーブ・ナ・クリャージメ）を受領し、自身の死までスタロドゥーブ公国を統治した。
ラヴレンチー年代記には、ウラジーミルは1224年に、兄ユーリーの命を受けてヤロスラヴリ公フセヴォロドと共に遠征を行ったという記述がある。しかし遠征の目的は記されておらず、これはキエフ府主教キリル2世(ru)を支援するための遠征、もしくはルーシの地に侵入して生きたリトアニア大公国軍への対応（ウスヴャートィの戦い）と考えられている。また、ノヴゴロド年代記は、「ヤロスラフが、ウラジーミルとその子と共に、リトアニアに対する遠征を行った」という記述がある。しかしウラジーミルの子については史料上に記録がなく、このヤロスラフとウラジーミルは、それぞれ別のヤロスラフとウラジーミル(ru)（共にスモレンスク・ロスチスラフ家(ru)の出）ではないかとも推測されている。
ウラジーミルは1227年に死亡した。スタロドゥーブ公国は再度ウラジーミル大公国に編入された。なおこの10年後に、ウラジーミルの弟イヴァンに与えられて公国は再建され、以降消滅までイヴァンの子孫が公国を統治することになる。